# Cruis
Cruis – miejscowość i gmina we Francji, w regionie Prowansja-Alpy-Lazurowe Wybrzeże, w departamencie Alpy Górnej Prowansji.

## Demografia
Według danych na rok 1990 gminę zamieszkiwało 408 osób, a gęstość zaludnienia wynosiła 11 osób/km². W styczniu 2015 r. Cruis zamieszkiwały 653 osoby, przy gęstości zaludnienia wynoszącej 17,6 osób/km².